# Ču Fu
Ču Fu (čínsky pchin-jinem Zhū Fù, znaky 朱榑, 1364–1428) byl čínský princ a vojevůdce, sedmý syn Chung-wua, prvního císaře a zakladatele říše Ming. Roku 1370 obdržel titul kníže z Čchi, od roku 1382 sídlil v Čching-čou v provincii Šan-tung. letech 1399–1403 a znovu od roku 1406 byl zbaven titulů a hodností.

## Život
Ču Fu se narodil roku 1364 jako sedmý syn Ču Jüan-čanga, jeho matkou byla jedna z Čuových vedlejších manželek příjmením Ta. Ču Jüan-čang tehdy sídlil v Nankingu a jako jeden z generálů říše Sung bojoval v povstání rudých turbanů. Roku 1368 se Ču Jüan-čang stal císařem říše Ming a během několika let sjednotil Čínu pod svou vládou. V květnu 1370 udělil sedmi svým synům tituly knížat (wang), Ču Fu se stal knížetem z Čchi (親王, Čchi wang).
V dětství se Ču Fu sblížil s o čtyři roky starším nevlastním bratrem Ču Tim. Koncem 70. let se s dalšími princi ve Feng-jangu cvičil ve vojenském umění. Po dosažení dospělosti roku 1382 přesídlil do Čching-čou v provincii Šan-tung, kde dozíral na místní vojska. V 90. letech se podílel na velení mingským armádám v pohraničních srážkách s Mongoly. Za aroganci a zneužití moci ho otec (spolu s dalšími princi) káral.
Po nástupu císaře Ťien-wena roku 1398 nová vláda zahájila politiku omezování knížat. Ču Fu se stal jednou z jejích obětí, v červnu 1399 byl zbaven titulu a pravomocí a uvržen do domácího vězení v Nankingu. Po porážce Ťien-wena v občanské válce (kampani ťing-nan) a nástupu Ču Tiho na trůn jako císaře Jung-le se roku 1403 Ču Fu vrátil do Čching-čou ve starém postavení.
Po několika letech byl opět obviněn z násilnického chování a roku 1406 zbaven knížecí hodnosti.
Zemřel roku 1428. Měl pět synů.